# 1108 Demeter
För andra betydelser, se Demeter (olika betydelser).
1108 Demeter är en asteroid i huvudbältet som upptäcktes den 31 maj 1929 av den tyske astronomen Karl Wilhelm Reinmuth Dess preliminära beteckning var 1929 KA. Den fick sedan namnet efter Demeter, fruktbarhets- och skördegudinna i grekisk mytologi.
Demeters senaste periheliepassage skedde den 5 juli 2020.[Uppdatering behövs] Dess rotationstid har beräknats till ungefär 9,70  timmar.

## Namngivningsproblem
Gudinnan Demeter är den grekiska motsvarigheten till den romerska guden Ceres. När 1 Ceres fick sitt namn, valde grekerna att kalla den Demeter, det vill säga att översätta namnet till grekiska, medan engelskan valde det anglo-latinska Ceres hellre än att behålla det ursprungliga italienska Cerere. Det här blev ett problem när 1108 Demeter skulle få sitt namn. Grekerna löste detta genom att använda en arkaisk form av namnet, Δημήτηρ Dēmêtēr, för den nya asteroiden, vilket skilde den från den klassiska namngivningens Δήμητρα Dêmētra som brukades för 1 Ceres. Grekiskinfluerade slaviska språk, som till exempel ryskan, hade valt latinets Cerera för 1 Ceres och kunde därför välja det klassiskt grekiska Demetra för 1108 Demeter.